# Acraea sordice
Acraea sordice är en fjärilsart som beskrevs av Hans Fruhstorfer 1917. Acraea sordice ingår i släktet Acraea och familjen praktfjärilar. Inga underarter finns listade i Catalogue of Life.